# Акрилонитрил-бутадиен-стирен
Акрилонитрил-бутадиен-стиренът, срещан и като акрилонитрил-бутадиен-стирол (ABS; химична формула {\displaystyle \mathrm {(C_{8}H_{8}\cdot C_{4}H_{6}\cdot C_{3}H_{3}N)_{x}} }), е широко разпространен удароустойчив термопласт, използван за производството на леки твърди продукти, като тръби, детски конструктори и съдове за храни (напр. кофички за кисело мляко). Той е кополимер, образуван чрез полимеризацията на стирен и акрилонитрил в присъствието на полибутадиен. Пропорциите на използваните мономери варират: 15 – 35% акрилонитрил, 5 – 30% бутадиен и 40 – 60% стирен.
Някои видове ABS могат да се разрушат под въздействието на слънчевата светлина. Това става причина за едно от най-обширните и скъпо струващи изтегляния от пазара на автомобили в историята на САЩ.
Според европейската търговска асоциация за пластмаси PlasticsEurope, индустриалното производство на 1 kg от пластмасата ABS в Европа използва средно 95,34 MJ (26,48 kW⋅h) енергия, получавана от природен газ или нефт.